# Elżbieta Krajewska-Kułak
Elżbieta Krajewska-Kułak (ur. 18 czerwca 1957 w Ełku) – polska lekarka, naukowiec, pedagog, społecznik, współtwórczyni oraz wieloletnia prodziekan i dziekan Wydziału Nauk o Zdrowiu Uniwersytetu Medycznego w Białymstoku, pomysłodawczyni i organizatorka dorocznych Międzynarodowych Konferencji Naukowo-Szkoleniowych „Życiodajna śmierć – pamięci Elizabeth Kübler-Ross”. Nagrodzona tytułem „Człowiek wiedzy i doświadczenia” nadanym przez Kapitułę Koalicji Prezesi-Wolontariusze (2018) i Tytułem „Społecznika Roku 2018” Tygodnika „Newsweek Polska” (2019) oraz laureatka IX edycji Nagrody im. Jana Rodowicza „Anody” w kategorii całokształt dokonań oraz godna naśladowania postawa życiowa (2021).

## Biografia i działalność naukowa
,W 1978 r. ukończyła Medyczne Studium Zawodowe ze specjalnością pielęgniarstwo ogólne, bezpośrednio potem rozpoczęła studia na Wydziale Lekarskim Akademii Medycznej w Białymstoku, ukończyła je w 1985 r. Do 1999 r. pracowała jako asystent w Klinice Dermatologii i Wenerologii AMB, następnie została kierownikiem Zakładu Zintegrowanej Opieki Medycznej UMB. Stopień doktora nauk medycznych uzyskała w 1994 r., a stopień doktora habilitowanego w 1999 r. – obie rozprawy obejmowały badania w dziedzinie dermatologii/mykologii. W 2004 r. uzyskała tytuł naukowy profesora nauk medycznych. W latach 2005–2009 dyrektor Instytutu Medycznego im. Bł. Matki Teresy z Kalkuty w Państwowej Wyższej Szkole Informatyki i Przedsiębiorczości w Łomży.
Aktywność zawodową połączyła z działalnością społeczną i charytatywną, przede wszystkim na rzecz dzieci chorych i niepełnosprawnych. Organizatorka licznych akcji dobroczynnych na rzecz potrzebujących w kraju i na świecie – kwest, koncertów, aukcji itp. (Prezes Stowarzyszenia Pro Salute http://prosalute.com.pl/)

## Pełnione funkcje zawodowe i społeczne
- 2005–2009 – Członek Krajowej Rady Akredytacyjnej Szkolnictwa Medycznego MZ
- od 2004 – Ekspert Polskiej Komisji Akredytacyjnej (sekcja medyczna)
- od 2006 – Ekspert Komitetu Doradczego ds. Kształcenia Pielęgniarskiego i Kształcenia Położnych UE w Ministerstwie Zdrowia
- od 2007 – Członek Rady Naukowej Polskiego Towarzystwa Pielęgniarskiego
- od 2007 – Fundator Fundacji, do 2014 Członek Rady Fundacji, a od lipca 2014 do 1 marca 2018 – Przewodnicząca Rady Fundacji „Pomóż Im” na rzecz Dzieci z Chorobami Nowotworowymi i Hospicjum dla Dzieci z siedzibą w Białymstoku[3],
- 2008–2012 – Przewodnicząca Kolegium Dziekanów Wydziałów Nauk o Zdrowiu i Wydziałów Pielęgniarstwa Uniwersytetów oraz Akademii Medycznych
- 2010–2012 – członek Grupy Doradczej Ministerstwa Zdrowia dla Sekcji Medycznej Rady Głównej Szkolnictwa Wyższego
- od 2010 – Konsultant medyczny – Wydawnictwo Apis, Vademecum Pielęgniarki i Położnej
- wrzesień 2003 – styczeń 2006 – Prodziekan Wydziału Pielęgniarstwa i Ochrony Zdrowia Akademii Medycznej w Białymstoku
- styczeń 2006 – wrzesień 2012 – Dziekan Wydziału Nauk o Zdrowiu UMB
- od 2012 – Członek Rady Naukowej Biblioteki Pielęgniarki i Położnej Wydawnictwa Naukowego „Śląsk” w Katowicach
- 2012 – 2020 – Prodziekan ds Studentów Wydziału Nauk o Zdrowiu UMB
- od 2013 – Redaktor tematyczny (zdrowie publiczne) Advances in Clinical ad Experimental Medicine
- 2013–2016 oraz 2017–2020 – Członek Centralnej Komisji do Spraw Stopni i Tytułów – Sekcja Nauk Medycznych
- 2013–2017 – Członek Krajowej Rady Akredytacyjnej Szkół Pielęgniarek i Położnych
- od września 2016 – Przewodnicząca Senackiej Komisji ds. Kształcenia Podyplomowego
- od września 2016 – Członek Senackiej Komisji ds. Wydawnictw
- od 2017 – redaktor międzynarodowej Rady Programowej czasopisma Pielęgniarstwo i Zdrowie Publiczne
- od 2017 – Prezes Stowarzyszenia Pro Salute[4]
- 2018 – powstały z jej inicjatywy Uniwersytet Zdrowego Seniora i Uniwersytet Profilaktyki Psychogeriatrycznej został nominowany do Podlaskiej Marki roku oraz uzyskał tytuł Miejsca Przyjaznego Seniorom[5]
- 2018 – nominowana w kategorii całokształt dokonań oraz godna naśladowania postawa życiowa do VII edycji Nagrody im. Jana Rodowicza „Anody” (www.anoda.org)
- 2017, 2018, 2019, 2020, 2023, 2024 – nominowana na Osobowość Roku  w kategorii „Działalność Społeczna i Charytatywna” w Plebiscycie organizowanym przez Kurier Poranny i Gazetę Wyborczą
- 2018 – Laureatka II edycji Nagrody przyznawanej przez Kapitułę Koalicji Prezesi-Wolontariusze – „Człowiek wiedzy i doświadczenia
- 2019 – Społecznik Roku 2018 w X edycji konkursu "Społecznik Roku" tygodnika 'Newsweek Polska"[6]
- 2019 -2023 oraz 2024-2027 – członek Rady Doskonałości Naukowej[7], w tym w kadencji 2024-2027  w-ce przewodnicząca Sekcji Nauk Medycznych i Nauk o Zdrowiu
- Członek Miejskiego Zespołu Koordynującego Realizację Miejskiego Programu Ochrony Zdrowia Psychicznego na lata 2017–2020 w Białymstoku
- 2020 – 2024 – Prodziekan ds Ewaluacji i Nauki Kolegium Nauk o Zdrowiu Wydziału Nauk o Zdrowiu UMB
- 2021 - laureatka IX edycji Nagrody im. Jana Rodowicza „Anody” w kategorii całokształt dokonań oraz godna naśladowania postawa życiowa (https://www.1944.pl/artykul/poznalismy-laureatow-ix-edycji-nagrody-im.-jan,5153.html).
- 2024 - wyróżniona w kategorii "zdrowie" w ramach Konkursu Polka XXI wieku
- redaktor naczelna czasopisma Progress in Health Sciences[8]
- autorka i współautorka ponad 573 prac, 19 podręczników, 153 monografii, 666 rozdziałów w podręcznikach i w monografiach, 485 komunikatów zjazdowych (stan czerwiec 2024)[potrzebny przypis]
- autorka podręczników nagrodzonych Nagrodą Zespołową Dydaktyczną Ministra Zdrowia; 1. w roku 2009 – Krajewska-Kułak E.,Szczepański M.: Badanie fizykalne w praktyce pielęgniarek i położnych, Wydawnictwo Czelej, 2008, 1-564, ISBN 978-83-60608-82-1; 2. w roku 2015 – Krajewska-Kułak E., Rolka H., Jankowiak B.: Standardy anestezjologicznej opieki pielęgniarskiej, PZWL, 2014, 1-569, ISBN 978-83-200-4615-1; 3. w roku  2022 - Krajewska-Kułak E., Cybulski M.: Wielkie zespoły geriatryczne, Wyd.Edra Urban & Partner, 2021, 1-288, p-ISBN: 978-83-66548-75-6
- promotor 54 rozpraw doktorskich zakończonych, opiekun 6 zakończonych prac habilitacyjnych, promotor 124 prac magisterskich i 19 prac licencjackich (stan czerwiec 2020)
- ekspertka w ogólnopolskiej kampanii Znane Ekspertki[9]

Tematyka badawcza : tanatologia, problemy wielokulturowości w medycynie,  ocena reakcji emocjonalnej ludzi wobec śmierci,  mykologia lekarska, mykologia laboratoryjna (ocena aktywności przeciw-grzybiczej nowo zsyntetyzowanych związków chemicznych) i środowiskowa (w tym pomiary stopnia zanieczyszczenia powietrza grzybami, analizę zmienności występowania flory grzybiczej w środowisku pracy), psychodermatologia,  obiektywizacja oceny stanu pacjenta dla potrzeb planowania pielęgnowania,  interdyscyplinarne badania naukowe związane m.in. z wykorzystaniem teorii pielęgniarstwa w działalności praktycznej, promocji zdrowia oraz samoopieki w zdrowiu i chorobie,  jakość życia pacjentów w różnych stanach chorobowych, ze szczególnym uwzględnieniem chorób skóry oraz promocja zdrowia
Członek Stowarzyszeń Naukowych: Polskie Towarzystwo Dermatologiczne (członek Sekcji Mikologicznej i Psychodermatologii), Polskie Towarzystwo Lekarskie, Polskie Towarzystwo Pielęgniarskie, Polskie Towarzystwo Gerontologiczne
Odznaczenia
- 2003 – Srebrny Krzyż Zasługi[10]
- 2006 – Medal Komisji Edukacji Narodowej za szczególne zasługi dla oświaty i wychowania
- 2007 – Odznaka honorowa „Za zasługi dla rozwoju pielęgniarstwa”
- 2008 – Odznaka honorowa „Za zasługi dla ochrony zdrowia”
- 2008 – Medal za Zasługi dla Uniwersytetu Medycznego w Białymstoku
- 2009 – Odznaczenie „Białym sercem”, symbolem jednoczenia pielęgniarstwa na całym świecie
- 2010 – Złoty Krzyż Zasługi[11]
- 2011 – Odznaczenie z OIPiP: „Za zasługi dla Samorządu Pielęgniarek i Położnych”
- 2016 – Medal Jubileuszowy 25-lecia Samorządu Pielęgniarek i Położnych w Białymstoku
- 2018 –  Tytuł „Człowiek wiedzy i doświadczenia” nadanym przez Kapitułę Koalicji Prezesi-Wolontariusze
- 2019 – Tytuł„Społecznika Roku 2018” Tygodnika „Newsweek Polska”
- 2020 – Krzyż Kawalerski Orderu Odrodzenia Polski[12]